# Esqui alpino nos Jogos Paralímpicos de Inverno de 2018 - Downhill masculino
As provas de downhill masculino do esqui alpino nos Jogos Paralímpicos de Inverno de 2018 foram disputadas no Centro Alpino Jeongseon, localizado em Bukpyeong-myeon, Jeongseon, em 10 de março.

## Medalhistas
| Medalha | Atletas sentados | Atletas em pé      | Deficientes visuais                             |
| ------- | ---------------- | ------------------ | ----------------------------------------------- |
| Ouro    | USA Andrew Kurka | SUI Theo Gmür      | CAN Mac Marcoux / Jack Leitch (guia)            |
| Prata   | JPN Taiki Morii  | FRA Arthur Bauchet | SVK Jakub Krako / Branislav Brozman (guia)      |
| Bronze  | NZL Corey Peters | AUT Markus Salcher | ITA Giacomo Bertagnolli / Fabrizio Casal (guia) |

## Resultados

### Atletas sentados
| Pos. | Bib | Atleta                       | Tempo   | Diferença |
| ---- | --- | ---------------------------- | ------- | --------- |
| 01 ! | 47  | USA Andrew Kurka             | 1:24.11 | —         |
| 02 ! | 41  | JPN Taiki Morii              | 1:25.75 | +1.64     |
| 03 ! | 45  | NZL Corey Peters             | 1:26.01 | +1.90     |
| 4    | 42  | FRA Yohann Taberlet          | 1:26.23 | +2.12     |
| 5    | 43  | AUT Roman Rabl               | 1:26.66 | +2.55     |
| 6    | 53  | NOR Jesper Pedersen          | 1:26.82 | +2.71     |
| 6    | 51  | FRA Frédéric François        | 1:26.82 | +2.71     |
| 8    | 49  | CAN Kurt Oatway              | 1:27.50 | +3.39     |
| 9    | 44  | JPN Takeshi Suzuki           | 1:27.53 | +3.42     |
| 10   | 46  | GER Georg Kreiter            | 1:28.23 | +4.12     |
| 11   | 57  | AUS Sam Tait                 | 1:28.56 | +4.45     |
| 12   | 58  | KOR Han Sang-min             | 1:30.61 | +6.50     |
| 13   | 56  | CHI Nicolas Bisquertt Hudson | 1:31.08 | +6.97     |
| 14   | 40  | NED Niels de Langen          | 1:31.40 | +7.29     |
| 15   | 62  | POL Igor Sikorski            | 1:31.69 | +7.58     |
| 16   | 60  | KOR Lee Chi-won              | 1:31.78 | +7.67     |
| 17   | 65  | CRO Dino Sokolović           | 1:32.20 | +8.09     |
| 18   | 48  | USA Stephen Lawler           | 1:32.82 | +8.71     |
| 19   | 61  | CZE Pavel Bambousek          | 1:33.46 | +9.35     |
| 20   | 63  | GER Thomas Nolte             | 1:34.27 | +10.16    |
| —    | 50  | SUI Christoph Kunz           | DNF     | DNF       |
| —    | 52  | JPN Akira Kano               | DNF     | DNF       |
| —    | 54  | NED Jeroen Kampschreur       | DNF     | DNF       |
| —    | 55  | JPN Kenji Natsume            | DNF     | DNF       |
| —    | 59  | AUS Mark Soyer               | DNF     | DNF       |
| —    | 64  | MEX Arly Velásquez           | DNF     | DNF       |

### Atletas em pé
| Pos. | Bib | Atleta                  | Tempo   | Diferença |
| ---- | --- | ----------------------- | ------- | --------- |
| 01 ! | 12  | SUI Theo Gmür           | 1:25.45 | —         |
| 02 ! | 19  | FRA Arthur Bauchet      | 1:26.29 | +0.84     |
| 03 ! | 24  | AUT Markus Salcher      | 1:26.39 | +0.94     |
| 4    | 13  | CAN Alexis Guimond      | 1:27.09 | +1.64     |
| 5    | 16  | NZL Adam Hall           | 1:27.52 | +2.07     |
| 6    | 14  | CAN Kirk Schornstein    | 1:28.53 | +3.08     |
| 7    | 27  | NPA Alexey Bugaev       | 1:28.68 | +3.23     |
| 8    | 20  | SUI Robin Cuche         | 1:29.28 | +3.83     |
| 9    | 23  | SUI Thomas Pfyl         | 1:29.77 | +4.32     |
| 10   | 25  | GBR James Whitley       | 1:29.85 | +4.40     |
| 11   | 18  | NPA Alexander Alyabyev  | 1:30.41 | +4.96     |
| 12   | 28  | AUT Nico Pajantschitsch | 1:30.50 | +5.05     |
| 13   | 15  | FIN Santeri Kiiveri     | 1:30.64 | +5.19     |
| 14   | 26  | FRA Jordan Broisin      | 1:30.74 | +5.29     |
| 15   | 22  | JPN Hiraku Misawa       | 1:31.23 | +5.78     |
| 16   | 31  | SVK Martin France       | 1:31.82 | +6.37     |
| 17   | 30  | SUI Michael Brügger     | 1:32.81 | +7.36     |
| 18   | 29  | USA Andrew Haraghey     | 1:32.84 | +7.39     |
| 19   | 11  | NED Jeffrey Stuut       | 1:33.14 | +7.69     |
| 20   | 32  | GBR Chris Lloyd         | 1:34.00 | +8.55     |
| 21   | 38  | ITA Davide Bendotti     | 1:34.69 | +9.24     |
| 22   | 33  | AUS Jonty O'Callaghan   | 1:34.86 | +9.41     |
| 23   | 39  | NPA Alexey Mikushin     | 1:35.67 | +10.22    |
| 24   | 37  | CZE Tomáš Vaverka       | 1:37.83 | +12.38    |
| —    | 17  | AUS Mitchell Gourley    | DNF     | DNF       |
| —    | 21  | CAN Braydon Luscombe    | DNF     | DNF       |
| —    | 34  | JPN Gakuta Koike        | DNF     | DNF       |
| —    | 35  | CZE Miroslav Lidinský   | DNF     | DNF       |
| —    | 36  | AND Roger Puig Davi     | DNF     | DNF       |

### Deficientes visuais
| Pos. | Bib | Atleta                                              | País                             | Tempo   | Diferença |
| ---- | --- | --------------------------------------------------- | -------------------------------- | ------- | --------- |
| 01 ! | 3   | Mac Marcoux Guia: Jack Leitch                       | CAN Canadá                       | 1:23.93 | —         |
| 02 ! | 5   | Jakub Krako Guia: Branislav Brozman                 | SVK Eslováquia                   | 1:25.35 | +1.42     |
| 03 ! | 8   | Giacomo Bertagnolli Guia: Fabrizio Casal            | ITA Itália                       | 1:26.46 | +2.53     |
| 4    | 2   | Jon Santacana Maiztegui Guia: Miguel Galindo Garcés | ESP Espanha                      | 1:27.40 | +3.47     |
| 5    | 4   | Ivan Frantsev Guia: German Agranovskii              | NPA Atletas Paralímpicos Neutros | 1:30.72 | +6.79     |
| 6    | 6   | Patrik Hetmer Guia: Miroslav Máčala                 | CZE República Checa              | 1:31.21 | +7.28     |
| 7    | 1   | Kevin Burton Guia: Brandon Ashby                    | USA Estados Unidos               | 1:31.35 | +7.42     |
| 8    | 10  | Maciej Krężel Guia: Anna Ogarzyńska                 | POL Polônia                      | 1:38.25 | +14.32    |
| —    | 7   | Miroslav Haraus Guia: Maros Hudik                   | SVK Eslováquia                   | DNF     | DNF       |
| —    | 9   | Mark Bathum Guia: Cade Yamamoto                     | USA Estados Unidos               | DNF     | DNF       |

Legenda
| Recorde mundial      | Recorde mundial (World record)               |                       | Recorde africano                      | Recorde africano (African) |                                           | Q | Classificado por posição (Qualified) |
| Recorde paralímpico  | Recorde paralímpico (Paralympic record)      | Recorde da América    | Recorde da América (Americas)         | q                          | Classificado por melhor tempo (Qualified) |   |                                      |
| Melhor marca do ano  | Melhor marca do ano (World leading)          | Recorde asiático      | Recorde asiático (Asian)              | DNS                        | Não largou (Did not start)                |   |                                      |
| Recorde nacional     | Recorde nacional (National record)           | Recorde europeu       | Recorde europeu (European)            | DNF                        | Não terminou (Did not finish)             |   |                                      |
| Recorde pessoal      | Recorde pessoal do atleta (Personal best)    | Recorde da Oceania    | Recorde da Oceania (Oceania)          | DSQ / DQ                   | Desclassificado (Disqualified)            |   |                                      |
| Recorde da temporada | Recorde da temporada do atleta (Season best) | Recorde sul-americano | Recorde sul-americano (South America) | NM                         | Sem marca (No mark)                       |   |                                      |